# 交叉熵基准测试
交叉熵基准测试（英語：Cross-entropy benchmarking，也称为XEB）是一种量子基准测试协议，可用于展示量子优越性。 在XEB中，一个随机量子线路在量子计算机上执行多次，以收集一组 {\displaystyle k} 个比特串形式的样本 {\displaystyle \{x_{1},\dots ,x_{k}\}}。然后使用这些比特串通过经典计算机计算交叉熵基准保真度（{\displaystyle F_{\text{XEB}}}），由下式给出：{\displaystyle F_{\text{XEB}}=2^{n}\langle P(x_{i})\rangle _{k}-1={\frac {2^{n}}{k}}\left(\sum _{i=1}^{k}|\langle 0^{n}|C|x_{i}\rangle |^{2}\right)-1}，在此公式中： 
- {\displaystyle n} 是线路中的量子比特数量。
- {\displaystyle k} 是从被测量子计算机上收集到的比特串样本（{\displaystyle x_{1},\dots ,x_{k}}）的总数。
- {\displaystyle C} 代表所选择的理想（无噪声）量子线路。
- {\displaystyle P(x_{i})=|\langle 0^{n}|C|x_{i}\rangle |^{2}} 指的是对于理想量子线路 {\displaystyle C} 和 {\displaystyle n} 比特初始零态 {\displaystyle |0^{n}\rangle }，输出实验中观测到的第 {\displaystyle i} 个比特串 {\displaystyle x_{i}} 的理论概率。
- {\displaystyle \langle P(x_{i})\rangle _{k}} 则是这些理论概率 {\displaystyle P(x_{i})} 针对实验中所有 {\displaystyle k} 个观测样本的平均值。 因子 {\displaystyle 2^{n}} 是一个归一化常数，等于 {\displaystyle n} 量子比特系统可能输出状态的总数。整个表达式减1是为了校准范围。

如果 {\displaystyle F_{\text{XEB}}=1}，则样本是从无噪声量子计算机收集的。如果 {\displaystyle F_{\text{XEB}}=0}，则样本可能是通过随机猜测获得的。 这意味着，如果一台量子计算机确实生成了这些样本，那么该量子计算机的噪声太大，因此没有机会执行超越经典的计算。由于用经典方式模拟量子线路需要指数级的资源，因此当今最大的超级计算机使用最优的经典算法模拟量子线路，也会达到无法计算XEB的程度。跨越这一点被称为实现量子优越性；而在进入量子优越性领域后，XEB只能被估算。
悬铃木（Sycamore processor）是第一个通过XEB展示量子优越性的处理器。他们运行了包含 {\displaystyle n=53} 个量子比特和20个周期的随机线路实例，获得的XEB值为 {\displaystyle 0.0024}。 在实验时，量子处理器生成样本耗时200秒，而当时的Summit超级计算机则需要1万年。经典算法的改进已将神威·太湖之光超级计算机上的运行时间缩短至大约一周，从而瓦解了悬铃木处理器关于量子优越性的宣称。 截至2021年，由祖冲之2.1号实现的最新量子优越性展示仍然有效，其参数为 {\displaystyle n=60} 个量子比特，24个周期，XEB值为 {\displaystyle 0.000366}。祖冲之2.1号生成样本约需4小时，而神威·太湖之光则需要1万年。